# Мохаммед Аман
Мохаммед Аман  (амх.  አማን መሀመድ; 10 січня 1994) — ефіопський легкоатлет, олімпієць.

## Виступи на Олімпіадах
| Олімпіада   | Дисципліна        | Місце         |
| ----------- | ----------------- | ------------- |
| Лондон 2012 | біг на 800 метрів | 6             |
| Ріо 2016    | біг на 800 метрів | 18 (півфінал) |